# Xã Bonetraill, Quận Williams, Bắc Dakota
Xã Bonetraill (tiếng Anh: Bonetraill Township) là một xã thuộc quận Williams, tiểu bang Bắc Dakota, Hoa Kỳ. Năm 2010, dân số của xã này là 17 người.